# Casa de la Memoria de al-Ándalus
La Casa de la Memoria de Al-Andalus es un museo privado dedicado al flamenco más tradicional y a la cultura andalusí, está ubicado en Sevilla, en pleno centro de la ciudad (c/ Cuna, 6).

## Descripción
La sede de La Casa de la Memoria está situada en lo que fueron las antiguas caballerizas del palacio de Lebrija, se trata de una magnífica edificación que responde claramente al esquema tipológico de la casa patio sevillana que tiene sus orígenes a finales del siglo XV.
Además de su extraordinario portalón de acceso, sus muros y su patio, la casa conserva varios lebrillos del siglo XVIII y XIX procedentes de los alfares de Triana.
Entre las actividades que se celebran en el centro constan, entre otras, las de espectáculos del flamenco más tradicional, conciertos, exposiciones y recitales, todo relacionado con la historia andalusí.